# Těšánky
Těšánky je vesnice, část obce Zdounky v okrese Kroměříž. Nachází se asi 2 km na západ od Zdounek a 14 km na západ od Kroměříže. Obcí prochází silnice II/432 a protéká říčka Kotojedka. Je zde evidováno 70 adres. Trvale zde žije 143 obyvatel.V této obci se také nachází Rozhledna Zdenička. 
Těšánky je také název katastrálního území o rozloze 2,36 km2.

## Historie
Náležitost k Hané poprvé potvrzuje zmínka z roku 1326, kdy tehdejší velkou část obce koupilo olomoucké arcibiskupství, zbytek patřil okolním vladykům. Tenkrát se jí říkalo Těšany, ovšem vzhledem k tomu, že obec stejného jména v arcibiskupství již existovala, došlo k menší úpravě názvu, který reflektoval její velikost. Obyvatelé se věnovali chovu ryb, výrobě lněného oleje a pěstování chmele. Svahy údolí pokrývaly vinohrady (zmíněny např. v zápisech z let 1523 a 1636), které chránil od severu hustý bukový les, jenž se táhl od Rataj až k Olšině. Je také jisté, že v obci byl mlýn (zmíněn již v roce 1373), který až do husitských válek patřil dvěma majitelům a po dlouhou dobu si udržoval nezávislost na okolních vlastnících. Kromě mlynáře byl v Těšánkách obuvník, kovář a tři hostince. Vše vzalo za své v roce 1559, kdy Těšánky prakticky celé vyhořely.
V rámci jejich obnovy došlo k úpravě majetkových poměrů a od roku 1561 až do roku 1848 patřily dvě pětiny obce Kroměříži a zbytek Zdounkám. Patrně to nebyla pro Těšánky nejlepší léta, protože např. po 30leté válce bylo v Těšánkách k nalezení jen 7 obydlených domů a stejný počet prázdných. Z neblahých evropských událostí se Těšánky uzdravovaly jen zvolna. V roce 1830 osadu naposledy zastihl mor, ale to horší mělo teprve přijít. V roce 1866 Prušáci, kteří táhli krajem po bitvě u Hradce Králové, se přesunovali z jedné vesnice do druhé. Těšánky se toho roku radovaly z mimořádně krásného léta a lánů obilí, to ale s příchodem pruských vojáků vzalo za své. Ve všech domech se usadilo na 300 vojáků, kteří začali likvidovat veškeré zásoby obyvatelstva, to naopak hledalo způsob, jak se vojska zbavit. Nakonec řešení přišlo samo, s příchodem armády se totiž objevila cholera, která si vyžádala v Těšánkách a okolí na 70 obětí (v samotných Těšánkách 26), ty byly pohřbeny do společných hrobů. V roce 1880 Těšánky díky dětem, které chtěly zatopit promrzlým kozám, vyhořely podruhé. Požáry se až do 20. století v osadě objevily ještě desetkrát, takže zřízení hasičského spolku 18.5.1929 bylo přijato s nadšením. Obec byla pro jistotu zasvěcena sv. Florianovi, který ji měl před dalšími ohni ochránit. Tomuto patronovi byly také věnovány pravidelné denní májové modlitby v místní kapličce a finální Hodová mše.
Historii 19. století v Těšánkách poznamenala ještě jedna událost, skončilo pěstování vína. Napřed byl totiž vykácen ochranný bukový les a posléze rostliny zachvátila peronospora, proti níž v té době nebylo ochrany. Přes všechny rány osudu se Těšánky svou vlastní houževnatostí vzpamatovaly.
Nové století začalo optimisticky. Prvního září 1903 zahájila výuku škola, do které tehdy nastoupilo 69 žáků. Počet obyvatel stoupal. Na začátku 1. světové války dostalo povolávací rozkaz na 71 mužů, z nich jeden skončil v italském zajetí a 7 v ruském. Domů se vrátilo 5 zraněných a někteří vůbec. V meziválečném období se úbytek obyvatelstva a těžší podmínky nejlépe odrážejí v počtu žáků školy, jejichž počet klesl o více než polovinu. Na počátku roku 1939 se ve škole objevilo gestapo, aby zabavilo v pokladně 300 korun, které věnovali legionáři. Poté bylo zakázáno půjčování knih, výuka dějepisu a zavedena výuka němčiny. Důslednost německé strany šla až tak daleko, že Těšánky musely vydat svou kroniku, povinné odvody vajec, mléka a sádla byly samozřejmostí. Po atentátu na Heydricha obklíčili Těšánky němečtí vojáci a prohledali dům od domu. Ačkoli všichni obyvatelé museli podepsat, že se na atentátu nepodíleli, přesto 16 občanů obce postupně zamířilo na nucené práce. Na jaře 1944 školu obsadila německá vojska, o necelý rok později maďarská a nakonec i rumunská, která se stala jejím osvoboditelem. Tím mohlo být konečně vyučování 17.5.1945 obnoveno. V roce 1960 byla škola opravena, ale protože ji o šest let později navštěvovalo už jen 11 žáků, byla definitivně zavřena. V 70. a 80. letech se v bývalých třídách půjčovaly knihy a odehrávaly kulturní, sportovní a společenské akce. Místní mládež se snažila udržet všechny tradice: pravidelné májové modlení, velikonoční klepání a pomlázku (chlapci), chození s májem (děvčata), kácení máje, masopustní rej s medvědem atd. Ještě předtím, než byl zregulován tok místní říčky Kotojedky, se každou zimu napouštěla vodou místní luka a obec měla k dispozici ledovou plochu větší než tři stadiony. V dobách socialistické éry se popularitě těšil bazén na Drážově, který s oblibou navštěvoval např. slavný Karel Krautgartner.
V 90. letech nastal společenský úpadek. Po regulaci potoka zmizelo bruslení, bazén na Drážově pohltila divoká příroda, postupně zanikl jediný obchod i hostinec. U kapličky padla k zemi košatá lípa zasazená na počest vzniku Československa v roce 1919, májové modlení se koná jen zřídkakdy a v ohrožení jsou i další tradice. Na jednotlivých usedlostech staré rody zcela vymřely a došlo k velké obměně obyvatelstva. Rod s nejdelší historií žije od roku 1749 v domě č. 12. Největším pozitivem pro obec na počátku 21. století byla privatizace budov bývalého JZD místním podnikatelem, který jej proměnil mj. v grunt s chovem Moravského teplokrevníka a místo, kde se konají soutěže v parkúru, letní tábory atp.. Nad vsí u lípy, pod kterou byly pohřbeny oběti posledního moru, začíná stará formanská cesta, která se napojuje na další bývalé císařské cesty, jež vedou hluboko na jižní Moravu. Dnes je turistickou trasou pro pěší, jezdce na kolech i na koních, jejíž součástí je hned nad obcí rozhledna Zdenička, z níž se otevírá panoramatický výhled na pohoří Chřiby s nejvyšší horou Brdo. Obnoveny byly také rybníky, po kterých už staletí nebylo ani památky.
Mezi slavné rodáky Těšánek patří např. František Šenar, který za podpory knížete Lichtensteina vystudoval ve Vídni malířství. Je autorem fresek v řadě moravských kostelů (Kroměříž, Roštín, Prasklice, Ivanovice na Hané, Nivnice, Frývaldov, Syrovina u Bzence, Pozlovice, Olomouc, Želechovice atd.). V Těšánkách se také narodil lingvisticky nadaný Ivo Domanský, velký propagátor sportovní chůze.

## Obyvatelstvo

### Struktura
Vývoj počtu obyvatel za celou obec i za jeho jednotlivé části uvádí tabulka níže, ve které se zobrazuje i příslušnost jednotlivých částí k obci či následné odtržení.
| Místní části   | Místní části | 1869 | 1880 | 1890 | 1900 | 1910 | 1921 | 1930 | 1950 | 1961 | 1970 | 1980 | 1991 | 2001 | 2011 | 2021 |
| -------------- | ------------ | ---- | ---- | ---- | ---- | ---- | ---- | ---- | ---- | ---- | ---- | ---- | ---- | ---- | ---- | ---- |
| Počet obyvatel | část Těšánky | 297  | 322  | 304  | 331  | 320  | 328  | 288  | 236  | 235  | 217  | 189  | 157  | 167  | 178  | 143  |
| Počet domů     | část Těšánky | 48   | 56   | 59   | 60   | 63   | 65   | 72   | 76   | 136  | 57   | 53   | 58   | 59   | 65   | 70   |

## Další fotografie

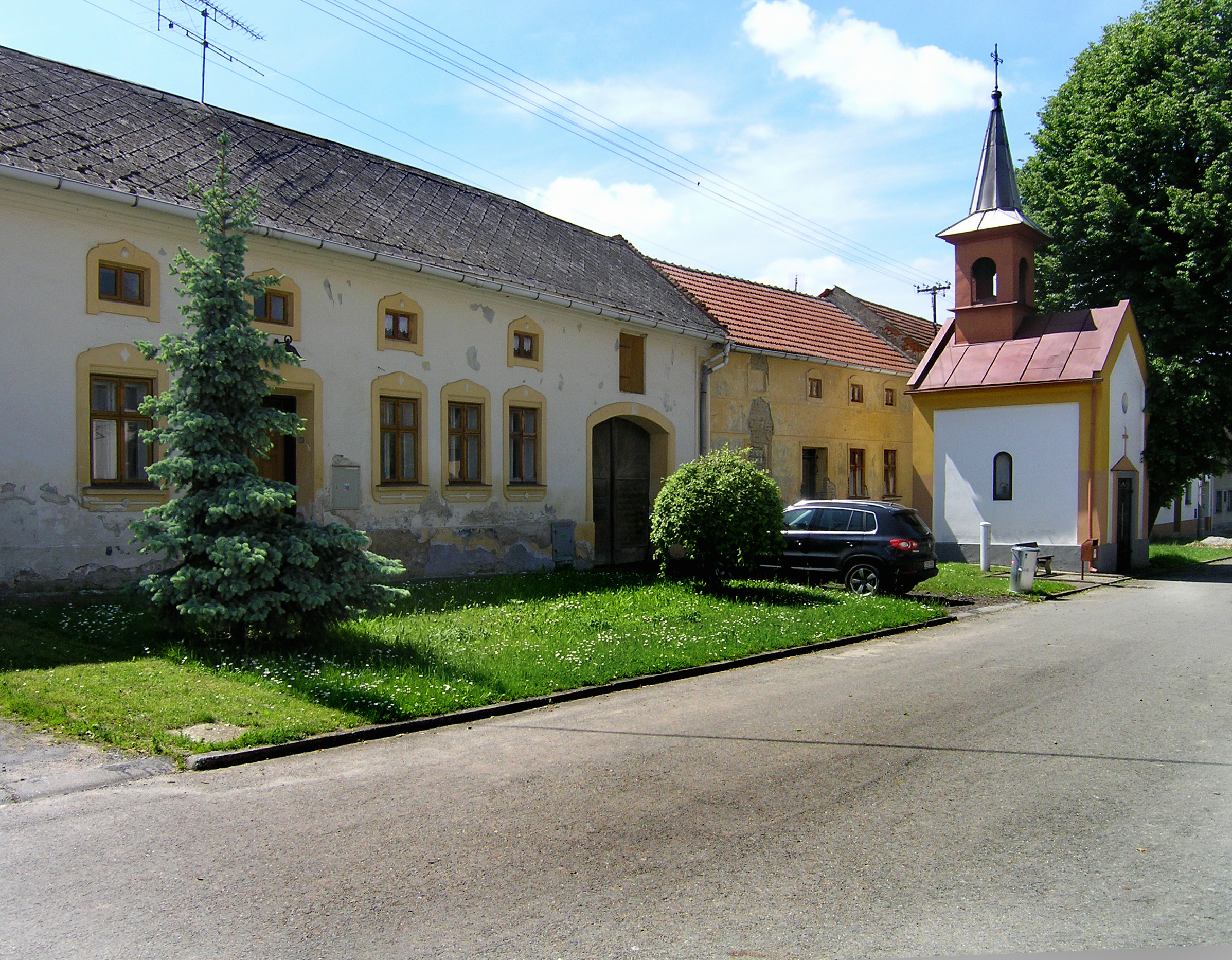
Kaplička
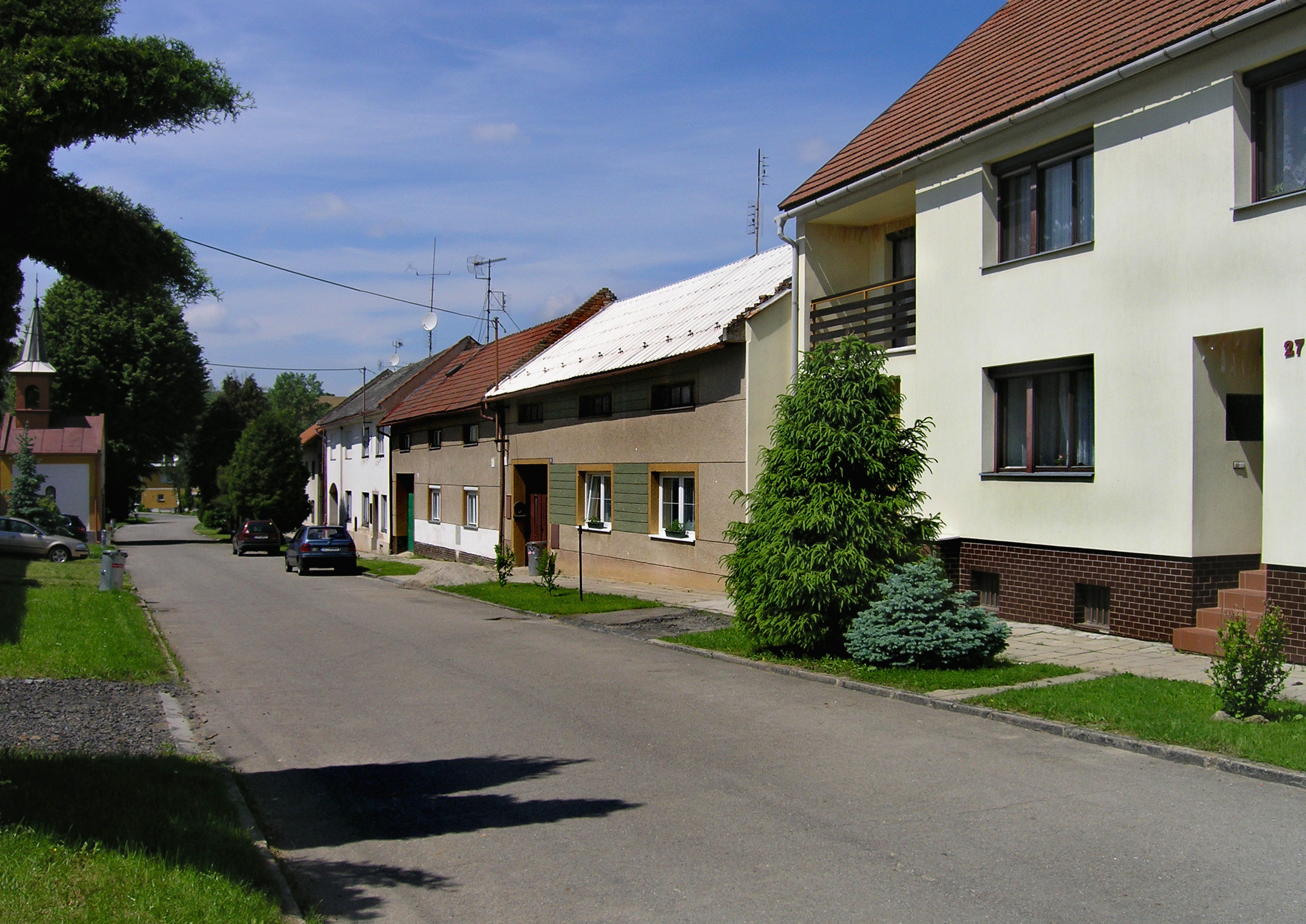
Střed vesnice
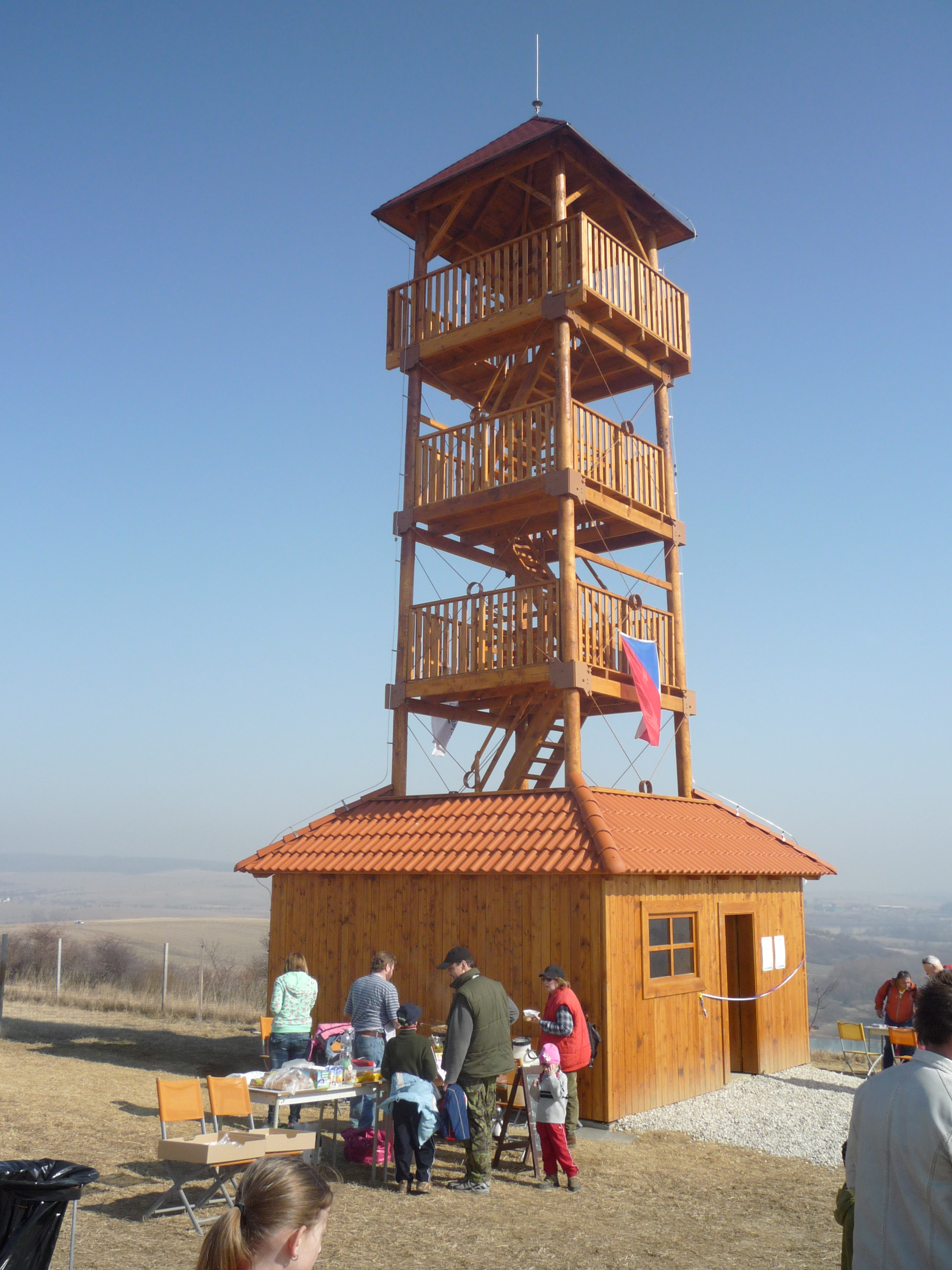
rozhledna Zdenička